# Deliverance Point
Der Deliverance Point (französisch Pointe de la Délivrance, spanisch Punta Délivrance, frei übersetzt: Kap der Befreiung) ist eine felsige Landspitze an der Graham-Küste des Grahamlands auf der Antarktischen Halbinsel. Im Westen der Kiew-Halbinsel markiert sie 4 km südlich des Kap Tuxen die nördliche Begrenzung der Einfahrt vom Grandidier-Kanal in die Collins Bay.
Entdeckt und kartiert wurde er 1909 bei der Fünften Französischen Antarktisexpedition (1908–1910) unter der Leitung Jean-Baptiste Charcots. Charcot benannte ihn so, nachdem er gemeinsam mit dem Hydrographen René-Émile Godfroy (1885–1981) und dem Glaziologen Ernest Gourdon (1875–1955) hier vom Expeditionsschiff unbeabsichtigt getrennt und erst einige Tage später wieder aufgenommen worden waren. Das UK Antarctic Place-Names Committee übertrug die französische Benennung 1959 ins Englische.